# Oberamt Heidenheim

Karte der Oberämter, Stand 1926

Das Oberamt Heidenheim war ein württembergischer Verwaltungsbezirk (auf beigefügter Karte #21), der 1934 in Kreis Heidenheim umbenannt und 1938 um Gemeinden der Kreise Neresheim und Ulm zum Landkreis Heidenheim vergrößert wurde. Allgemeine Informationen zu württembergischen Oberämtern siehe Oberamt (Württemberg).

## Geschichte

Oberamt Heidenheim, Gebietsstand 1813, mit den früheren Herrschafts- und Ämtergrenzen
Legende

Mit dem Erwerb der helfensteinischen Herrschaft unternahm der württembergische Graf Ulrich 1448 den Versuch, seinen Machtbereich erheblich nach Osten auszuweiten. Im Ersten Markgrafenkrieg kämpfte Ulrich an der Seite des Ansbacher Markgrafen Albrecht Achilles gegen die schwäbischen und fränkischen Reichsstädte. Finanziell angeschlagen, musste er die von den städtischen Truppen verwüstete Herrschaft bereits 1450 an seinen Schwager Ludwig von Bayern-Landshut verkaufen. Als sich die Schwäger 1462, im Reichskrieg gegen Ludwig, feindlich gegenüberstanden, war Heidenheim vorübergehend württembergisch besetzt, blieb aber bei Bayern. Im Landshuter Erbfolgekrieg verbündete sich Bayern-München mit Württemberg, das 1504 die Herrschaft Hellenstein erhielt. Mit dem Territorium, das sich als Amt Heidenheim in den Verwaltungsaufbau des Herzogtums einfügte, war auch die Schirmvogtei über die Mönchsklöster Königsbronn, Anhausen und Herbrechtingen verbunden. Im Zuge der Reformation wurden die Klöster Mitte des 16. Jahrhunderts aufgehoben, ihre Besitzungen in der Folge als Klosterämter verwaltet. Bis Anfang des 19. Jahrhunderts bildete das Amt, ab 1758 Oberamt, Heidenheim zusammen mit den drei Klosterämtern eine württembergische Exklave.
1802 nahm Württemberg die Reichsstadt Giengen in Besitz und richtete dort ein Oberamt ein, dem man 1806 auch einige altwürttembergische Orte zuteilte. Jedoch wurde das Oberamt Giengen 1808 wieder aufgehoben und, wie zuvor bereits die Klosterämter, ins Oberamt Heidenheim eingegliedert. Nachbarn des von 1818 bis 1924 dem Jagstkreis zugeordneten Bezirks waren nach der Neuordnung die württembergischen Oberämter Neresheim, Aalen, Gmünd, Geislingen und Ulm sowie der bayerische Oberdonaukreis, ab 1837 Kreis Schwaben und Neuburg, mit den Landgerichten Günzburg und Lauingen.

### Ehemalige Herrschaften
1813, nach Abschluss der Gebietsreform, setzte sich der Bezirk aus Bestandteilen zusammen, die im Jahr 1800 zu folgenden Herrschaften gehört hatten:
- Herzogtum Württemberg
  - Oberamt Heidenheim: Heidenheim, Bolheim, Dettingen (4/5), Fleinheim, Gerstetten, Hausen, Heldenfingen, Herbrechtingen, Hermaringen, Heuchlingen (4/5), Hohenmemmingen, Hürben, Irmannsweiler, Mergelstetten, Nattheim, Schnaitheim, Sontheim an der Brenz, Söhnstetten (1/8), Steinheim (1/12), dazu als mitverwaltetes Rentkammergut Oggenhausen (obere Hälfte), Bibersohl und Kerbenhof.
  - Klosteramt Königsbronn: Königsbronn, Itzelberg, Ochsenberg, Zang, Söhnstetten (7/8), Steinheim (11/12) mit Gnannenweiler, Küpfendorf, Neuselhalden, Sontheim im Stubental.
  - Klosteramt Anhausen: Anhausen, Dettingen (1/5), Gussenstadt, Heuchlingen (1/5).
  - Klosteramt Herbrechtingen: das ehemalige Kloster mit den Höfen Asbach, Bernau und Heuhof.
  - Kammerschreibereigut, Stabsamt Brenz: Brenz und die untere („Weiltinger“) Hälfte von Oggenhausen.
- Reichsstadt Giengen
- Oettingen-Wallerstein
Herrschaft Burgberg.
- Reichsritterschaft
Beim Ritterkanton Donau der schwäbischen Ritterschaft war die Herrschaft Bergenweiler der Freiherren vom Stain immatrikuliert.

Burgberg und Bergenweiler fielen 1806 an Bayern und kamen 1810 per Staatsvertrag zu Württemberg.

## Gemeinden

### Einwohnerzahlen 1844
Folgende Schultheißereien bzw. Gemeinden waren dem Oberamt 1844 unterstellt:
| frühere Gemeinde      | Einwohnerzahl 1844 | Einwohnerzahl 1844 | heutige Gemeinde        |
| frühere Gemeinde      | evangel.           | kathol.            | heutige Gemeinde        |
| --------------------- | ------------------ | ------------------ | ----------------------- |
| Heidenheim            | 2720               | 17                 | Heidenheim an der Brenz |
| Bergenweiler          | 228                | 8                  | Sontheim an der Brenz   |
| Bolheim               | 1020               | 12                 | Herbrechtingen          |
| Brenz                 | 856                | 2                  | Sontheim an der Brenz   |
| Burgberg              | 10                 | 1049               | Giengen an der Brenz    |
| Dettingen am Albuch   | 1466               | –                  | Gerstetten              |
| Fleinheim             | 605                | 3                  | Nattheim                |
| Gerstetten            | 1745               | –                  | Gerstetten              |
| Giengen an der Brenz  | 2055               | 12                 | Giengen an der Brenz    |
| Gussenstadt           | 1061               | –                  | Gerstetten              |
| Hausen ob Lontal      | 124                | –                  | Herbrechtingen          |
| Heldenfingen          | 681                | –                  | Gerstetten              |
| Herbrechtingen        | 1774               | 1                  | Herbrechtingen          |
| Hermaringen           | 901                | 2                  | Hermaringen             |
| Heuchlingen           | 833                | –                  | Gerstetten              |
| Hohenmemmingen        | 567                | –                  | Giengen an der Brenz    |
| Hürben                | 730                | 4                  | Giengen an der Brenz    |
| Königsbronn           | 2028               | 31                 | Königsbronn             |
| Mergelstetten         | 914                | 2                  | Heidenheim an der Brenz |
| Nattheim              | 1083               | 10                 | Nattheim                |
| Oggenhausen           | 590                | 3                  | Heidenheim an der Brenz |
| Sachsenhausen         | 160                | –                  | Giengen an der Brenz    |
| Schnaitheim           | 1759               | –                  | Heidenheim an der Brenz |
| Söhnstetten           | 1046               | 3                  | Steinheim am Albuch     |
| Sontheim an der Brenz | 1195               | 2                  | Sontheim an der Brenz   |
| Steinheim am Albuch   | 2139               | 20                 | Steinheim am Albuch     |
| Zang                  | 699                | 7                  | Königsbronn             |
| Summe                 | 28889              | 1189               |                         |

### Änderungen im Gemeindebestand seit 1813

Gemeinden und Markungen um 1860

1819 wurde Zang von Königsbronn getrennt und zur selbständigen Gemeinde erhoben.
1831 wurde Hausen ob Lontal von Herbrechtingen getrennt und zur selbständigen Gemeinde erhoben.
1845 wurde Heutenburg von Gussenstadt nach Gerstetten umgemeindet.
1849 wurden Itzelberg und Ochsenberg von Königsbronn getrennt und zu selbständigen Gemeinden erhoben.
1910 wurde Schnaitheim nach Heidenheim eingemeindet.
1937 wurde Mergelstetten nach Heidenheim eingemeindet.

## Amtsvorsteher
Die Oberamtmänner des Oberamts Heidenheim ab 1803:
- 1803–1807: Christian Friedrich Bolley
- 1807–1809: Johann Karl von Pistorius
- 1809–1810: Johann Friedrich Ludwig von Mieg
- 1810–1830: Johann Christian Friedrich Mögling
- 1831–1841: Friedrich Ernst Koch
- 1841–1853: Johann Friedrich Ludwig Kausler
- 1854–1858: Christoph Anton Wolff
- 1858–1864: August Maier
- 1864–1869: Oswald Bockmayer
- 1870–1874: Karl von Luz
- 1874–1879: Friedrich Karl Boller
- 1879–1888: Albert von Schmidlin
- 1888–1894: Josef Filser
- 1894–1896: Hermann Immanuel Wendel
- 1896–1900: Jakob Ott
- 1901–1910: Albert Friedrich Reichert
- 1911–1920: Eduard Springer
- 1920–1921: Eduard Quintenz (Amtsverweser)
- 1921–1926: Max Pfleiderer
- 1927–1932: Karl Eberhardt
- 1933–1938: Max Fetzer